# Tiziana J. Chiusi
Tiziana J. Chiusi (* 1959 in Rom) ist eine deutsch-italienische Rechtswissenschaftlerin und Hochschullehrerin.

## Leben und Wirken
Chiusi studierte Rechtswissenschaft an der Universität La Sapienza in Rom, der Universität Freiburg i. Br. sowie an der Universität München und absolvierte ihren Abschluss 1982 in Rom. Parallel zu einer Notariatsausbildung studierte sie im Aufbaustudium Römisches Recht und Rechte des Alten Orients (it.: „Scuola di Perfezionamento in Diritto Romano e Diritti dell’Antico Oriente Mediterraneo“) an der Universität Rom, wo sie als wissenschaftliche Assistentin tätig war und 1987 mit einer Arbeit zum Zivilprozessrecht promoviert wurde. Für Aufenthalte in Deutschland erhielt sie Stipendien des Deutschen Akademischen Austauschdienstes und der Italienischen Forschungsrates (CNR). Als Ricercatore (Forschungsdozentur auf Lebenszeit) wurde sie an die Universität Padua berufen. Von 1992 bis 2001 arbeitete sie als wissenschaftliche Assistentin bzw. Oberassistentin an der Universität München, dort habilitierte sie sich 1999 mit einer Arbeit über römisches Bereicherungsrecht und erhielt die Venia legendi für Bürgerliches Recht, Römisches Recht, Privatrechtsgeschichte der Neuzeit und Rechtsvergleichung.
An der Universität des Saarlandes übernahm Chiusi im Jahr 2001 den Lehrstuhl für Zivilrecht, Römisches Recht und Europäische Rechtsvergleichung. Von 2018 bis 2020 war sie Dekanin der Rechtswissenschaftlichen Fakultät. Zudem war sie ab 2008 gemeinsam mit Michael Martinek Co-Direktorin des Instituts für Europäisches Recht, bis sie im Jahr 2019 die alleinige Leitung übernahm. Chiusi war ab 2010 Mitglied des Gründungsdirektoriums des Europa-Kollegs der Universität des Saarlandes (CEUS) und war von 2012 bis 2018 als geschäftsführende Direktorin auch dessen Vorsitzende.
Darüber hinaus wirkt sie als Gastprofessorin an der Universität des Baskenlandes und der Universität Catania. Auch ist sie seit 2012 Mitglied des Ständigen Ausschusses des Deutschen Juristen-Fakultätentags (DJFT) und war ab 2017 dessen stellvertretende Vorsitzende. 2020 wurde sie als erste Frau in der 100-jährigen Geschichte des DJFT zur Vorsitzenden gewählt.
Chiusi ist auch als Gutachterin und Sachverständige tätig und hielt Vorträge in zahlreichen europäischen Ländern, in Japan und Israel. Außerdem ist sie Mitherausgeberin des Corpus der römischen Rechtsquellen zur antiken Sklaverei (CRRS) der Mainzer Akademie der Wissenschaften und der Literatur. Sie ist Mitglied des wissenschaftlichen Boards der Zeitschrift Rivista Internazionale di Diritto Romano e Antico (IVRA), Mitgründerin der Deutsch-Georgischen Zeitschrift für Rechtsvergleichung sowie der Fakultätsreihe Iurisprudentia Saraviensis.

## Forschungsschwerpunkte
Chiusis Forschungsschwerpunkte liegen in den Fachbereichen Bürgerliches Recht, Römisches Recht und Rechtsvergleichung.

## Auszeichnungen
- 2018: Ehrendoktorwürde der Staatlichen Universität Tiflis (TSU)

## Kontroverse
Ende Juni 2022 veröffentlichte Chiusi bei der Frankfurter Allgemeinen Zeitung einen Beitrag zur Juristenausbildung, in dem sie die mögliche Einführung des Bachelors innerhalb der Juristenausbildung als „Loser-Abschluss“ bezeichnete. Diese Äußerungen stießen gleich mehrfach auf Kritik und wurden als unverschämt bezeichnet. In der fraglichen Diskussion ging es zudem lediglich um die Einführung eines Zwischenabschlusses und nicht um die vollständige Ersetzung des Staatsexamenssystems. Chiusi selbst absolvierte kein deutsches juristisches Staatsexamen.

## Schriften (Auswahl)
- Contributo Allo Studio Dell Editto De Tributoria Actione. Atti Della Accademia Nazionale Dei Lincei, Roma, 1993. (Atti dell'Accademia Nazionale dei Lincei/Memorie, Serie IX, Volume III, Fascicolo 4.)
- Die ‚actio de in rem verso‘ im römischen Recht. Beck München 2001. (Münchener Beiträge zur Papyrusforschung und antiken Rechtsgeschichte. 91). ISBN 3-406-47669-4
- als Hrsg. mit Heike Jung, Thomas Gergen: Das Recht und seine historischen Grundlagen. Festschrift für Elmar Wadle zum 70. Geburtstag. Duncker & Humblot, Berlin 2008, ISBN 978-3-428-12628-6.
- als Hrsg. mit Anne Rennig: Europa, quo vadis? Was macht einen Europäer aus? Akten der 1. Saarbrücker Europa-Konferenz. Verlag Alma Mater, Saarbrücken 2018, ISBN 978-3-946851-27-1.
- als Hrsg. mit Irakli Burduli: Rechtsvergleichung und Privatrecht im deutsch-georgischen Diskurs. Akten des 1. und 2. Deutsch-Georgischen Kolloquiums. Verlag Alma Mater, Saarbrücken 2019, ISBN 3-946851-30-4.